# Associazione Calcio Ospitaletto 1996-1997
Questa voce raccoglie le informazioni riguardanti l'Associazione Calcio Ospitaletto nelle competizioni ufficiali della stagione 1996-1997.

## Rosa
| N. |                   | Ruolo | Calciatore          |
| -- | ----------------- | ----- | ------------------- |
|    | Italia (bandiera) | C     | Lucio Beltrame      |
|    | Italia (bandiera) | C     | Giacomo Faini       |
|    | Italia (bandiera) | D     | Emiliano Fermi      |
|    | Italia (bandiera) | A     | Daniele Ferrari     |
|    | Italia (bandiera) | P     | Mirko Ferrario      |
|    | Italia (bandiera) | P     | Ivan Gamberini      |
|    | Italia (bandiera) | D     | Donatello Gasparini |
|    | Italia (bandiera) | A     | Riccardo Gori       |
|    | Italia (bandiera) | C     | Roberto Labadini    |
|    | Italia (bandiera) |       | Liberati            |
|    | Italia (bandiera) | A     | Emiliano Longhi     |
|    | Italia (bandiera) | D     | Marco Morotti       |
|    | Italia (bandiera) | C     | Davide Oliveiro     |
|    | Italia (bandiera) | C     | Davide Onorini      |

| N. |                   | Ruolo | Calciatore          |
| -- | ----------------- | ----- | ------------------- |
|    | Italia (bandiera) | C     | Massimo Parzani     |
|    | Italia (bandiera) | D     | Maurizio Pecoraro   |
|    | Italia (bandiera) | D     | Antonio Pedretti    |
|    | Italia (bandiera) | D     | Emanuele Pedroni    |
|    | Italia (bandiera) | D     | Maurizio Piccalunga |
|    | Italia (bandiera) | C     | Carlo Serra         |
|    | Italia (bandiera) | C     | Marco Stevanato     |
|    | Italia (bandiera) | A     | William Tagliabue   |
|    | Italia (bandiera) | C     | Luigi Tirelli       |
|    | Italia (bandiera) | D     | Patrick Todesco     |
|    | Italia (bandiera) | D     | Ivan Tolotti        |
|    | Italia (bandiera) | D     | Roberto Torchio     |
|    | Italia (bandiera) | C     | Mirko Veschi        |